# Amegilla farinosa
Amegilla farinosa är en biart som först beskrevs av Johann Christoph Friedrich Klug 1845.  Amegilla farinosa ingår i släktet Amegilla och familjen långtungebin. Inga underarter finns listade i Catalogue of Life.